# Waymo
Waymo, anteriormente conocida como Proyecto de vehículo autónomo de Google, es una empresa desarrolladora de vehículos autónomos perteneciente al conglomerado Alphabet. La tecnología desarrollada por Waymo permite a un auto conducirse autónomamente por ciudad y por carretera, detectando otros vehículos, señales de tráfico, peatones, etc.

## Historia

### Proyecto de vehículo autónomo de Google
Inicialmente el líder del proyecto “Google self-driving car project” fue el ingeniero alemán de Google Sebastian Thrun, director del Stanford Artificial Intelligence Laboratory y coinventor de Google Street View. El equipo de Thrun en Stanford creó el vehículo robótico Stanley, que fue el ganador del DARPA Grand Challenge en 2005, otorgado por el Departamento de Defensa de los Estados Unidos y dotado con un premio de 2 millones de dólares. El equipo encargado del proyecto estaba formado por 15 ingenieros de Google entre los que se encontraban Chris Urmson, Mike Montemerlo, y Anthony Levandowski, quienes habían trabajado en el DARPA Grand and Urban Challenges.
El estado estadounidense de Nevada aprobó el 29 de junio de 2011 una ley que permite la operación de coches sin conductor. Google había presionado para el establecimiento de leyes para coches sin conductor.
La ley de Nevada entró en vigor el 1 de marzo de 2012, y el Nevada Department of Motor Vehicles expidió la primera licencia para un coche autónomo en mayo de 2012. Esta licencia fue para un Toyota Prius modificado con la tecnología experimental sin conductor de Google.[cita requerida]

### Waymo
En diciembre de 2016, el proyecto pasó a llamarse Waymo y se convirtió en una empresa emergente que forma parte del grupo Alphabet. El nombre Waymo proviene de su misión, fomentar una nueva forma de movilidad.
Waymo realizó más pruebas con sus automóviles en calles y carreteras públicas, después de su separación de Google.
Waymo comenzó a probar furgonetas autónomas sin conductor de seguridad en la vía pública en Chandler, Arizona, en octubre de 2017.
En abril de 2019, Waymo anunció planes para el ensamblaje de vehículos en Detroit, Míchigan en la antigua planta de American Axle and Manufacturing, trayendo entre 100 y 400 puestos de trabajo al área. 
Waymo utilizará el ensamblador de vehículos Magna Steyr para convertir al vehículo utilitario deportivo Jaguar I-Pace y al vehículo híbrido monovolumen Chrysler Pacifica en vehículos autónomos Waymo de nivel 4.
Posteriormente, Waymo decidió continuar adaptando los modelos de automóviles ya existentes en lugar de fabricar nuevos diseños como el Firefly.
En marzo de 2020, Alphabet lanzó formalmente el servicio Waymo Via después de anunciar que había recaudado 2.250 millones de dólares de un grupo de inversores.
En mayo de 2020, Waymo recaudó $ 750 millones adicionales, lo que elevó su inversión externa total a $ 3.000 millones.
En julio de 2020, la compañía anunció una asociación exclusiva con el fabricante de automóviles Volvo Cars para integrar la tecnología de conducción autónoma de Waymo en los vehículos Volvo.
En abril de 2021, John Krafcik renunció como director ejecutivo y fue reemplazado por dos codirectores ejecutivos: el jefe de operaciones de Waymo, Tekedra Mawakana, y el director de tecnología, Dmitri Dolgov.
A principios de 2022 Waymo lanza al público un servicio exclusivo para pasajeros en San Francisco, comenzaron a ofrecer viajes completamente autónomos tanto a empleados como al público general. En este mismo año Waymo ofrece el primer servicio de transporte privado totalmente autónomo.
En mayo de 2023 Waymo One agrega a Scottsdale y duplica su área de servicio en zona metropolitana de Phoenix, se conectaron las zonas de cobertura del centro de Phoenix, Arizona y Scottsdale creando el área de servicio de transporte privado completamente autónomo más grande del mundo ( 470  kilómetros cuadrados).
En mayo de 2025, Waymo recibió la aprobación de las autoridades regulatorias para expandir su servicio comercial de robotaxis a más zonas del Silicon Valley, tras recibir el visto bueno de la Comisión de Servicios Públicos de California. Esta autorización permite a la empresa ampliar su servicio de transporte autónomo más allá de las áreas que ya cubre al sur de San Francisco. A más largo plazo, Waymo tiene planes para operar en el Aeropuerto Internacional de San Francisco (SFO).

## Tecnología
Los sensores Waymo le permiten ver 360° grados, este conjunto de sensores multicapa funciona en un conjunto para brindar una imagen detallada en 3D del mundo mostrando objetos en movimientos e inmóviles.
Sistema LiDAR: sistema de detección de luz y rango, emite millones de pulsos láser por segundo en 360° grados midiendo cuanto tardará en reflejarse en una superficie.
Sistema de visión: sistema de cámara de alta resolución de Waymo está diseñado para funcionar bien a una distancia considerable, en condiciones de luz solar y con poca luz. Detecta colores para así identificar otros vehículos, semáforos, luces intermitentes.
Sistema de radar: utiliza longitudes de onda para percibir objetos y movimientos delante, detrás y a ambos lados del vehículo. 